# Casa museo Solón
La Casa museo Solón es una entidad cultural ubicada en La Paz y administrada por la Fundación Solón, que alberga la obra del pintor y muralista boliviano Walter Solón. Está situada en la calle Ecuador de la zona de Sopocachi.
La exhibición comprende dibujos, murales, tejidos, pinturas y otros, que reflejan la historia de Bolivia en la mirada de Walter Solón. La colección posee alrededor de 2000 piezas y está distribuida en tres pisos:
- Primer piso va desde los inicios de la historia conocida de ese país hasta 1883: historia precolombina, conquista española, independencia y guerra del Pacífico.

- Segundo piso abarca desde 1932 hasta 1999: guerra del Chaco, la revolución de 1952, las dictaduras militares, y la democracia hasta 1999.

- Tercer piso: Está ocupado por dos murales inconclusos, uno sobre la historia de la hoja de coca, y otro autobiográfico.[2] También se encuentra el taller en el que trabajaba Solón.